# Ярба, Виктор Александрович
Виктор Александрович Ярба (Victor Yarba; р. 01.02.1935) — советский, российский и американский физик, доктор физико-математических наук.

## Биография
Окончил МГУ.
Работал в Дубне (Объединенный институт ядерных исследований), затем в Протвино, в 1974—1992 заместитель, первый заместитель директора Института физики высоких энергий (ИФВЭ).
С 1992 в США, руководитель инженерно-производственного отдела (Engineering and Fabrication Department) Фермилаба, работал там до 28 февраля 2018 года.

## Научная деятельность
Соавтор научного открытия: Явление двойной перезарядки пи-мезонов. В. М. Сидоров, С. А. Бунятов, Ю. А. Бутусов, В. А. Ярба. № 77 с приоритетом от 1 ноября 1963 г.

### Публикации
- Серпуховский ускоритель / А. А. Логунов, акад., В. А. Ярба, канд. физ.-мат. наук. — Москва : Знание, 1973. — 64 с.
- Образование заряженных мезонов π−π−-мезонами с энергией 290 Мэв на водороде. Ю. А. Батусов, Н. П. Богачев, С. А. Бунятов, В. М. Сидоров, В. А. Ярба. Докл. АН СССР, 133:1 (1960), 52-55

## Семья
Дочь — Юлия Викторовна Ярба (Julia V. Yarba; род. 21.04.1961), кандидат физико-математических наук, сотрудница Фермилаба.